# Paradmontia brevis
Paradmontia brevis là một loài ruồi trong họ Tachinidae.